# フルーリュス
フルーリュス（フランス語: Fleurus）は、ベルギーのワロン地域、エノー州に属する自治体。2006年1月1日時点で人口は2万2221人、面積は59.28平方キロ、人口密度は1平方キロあたり375人である。
ブリー（Brye）、エピニー（Heppignies）、ランビュサール（Lambusart）、サン＝タマン（Saint-Amand）、ワニュレ（Wagnelée）、ワンフェルセー＝ボレ（Wanfercée-Baulet）、ワンジュニー（Wangenies）の7つの村々から成る。郵便番号は6220だが、ブリーのみ6222。

## 歴史
新石器時代の農耕の痕跡がフルールジュー地区やヌーヴ・バラク地区で見つかっている。ローマ時代にはバヴェとケルンをむすぶ街道に面した。1155年10月にルクセンブルク伯（ナミュール伯）ハインリヒ4世によって自由化されてフルーリュス市となり、エピニーに城砦が築かれた。30年戦争、大同盟戦争、フランス革命戦争で3度戦場になった。また、ナポレオン・ボナパルトがワーテルローの戦いの前に最後の勝利を挙げたリニーは当地とほど近い。
第一次世界大戦と第二次世界大戦でも対立が起きたが、戦いには発展しなかった。1944年にカンピネール道路を連合国の戦車が行軍した。

## 過去の統計
| 年度      | 人口                                      | 人口密度        | 面積          |
| --------- | ----------------------------------------- | --------------- | ------------- |
| 2002年1月 | 2万2324人 （男：1万626人、女：1万1698人） | 377.22/平方キロ | 59.18平方キロ |
| 2004年1月 | 2万2209人 （男：1万619人、女：1万1590人） | 374.64平方キロ  | 59.28平方キロ |